# Kazimierz Jachimowski
Kazimierz Michał Włodzimierz Jachimowski herbu Budwicz (ur. 1860 w Szczercu, zm. 11 marca 1920) – polski oficer wojskowy, właściciel ziemski.

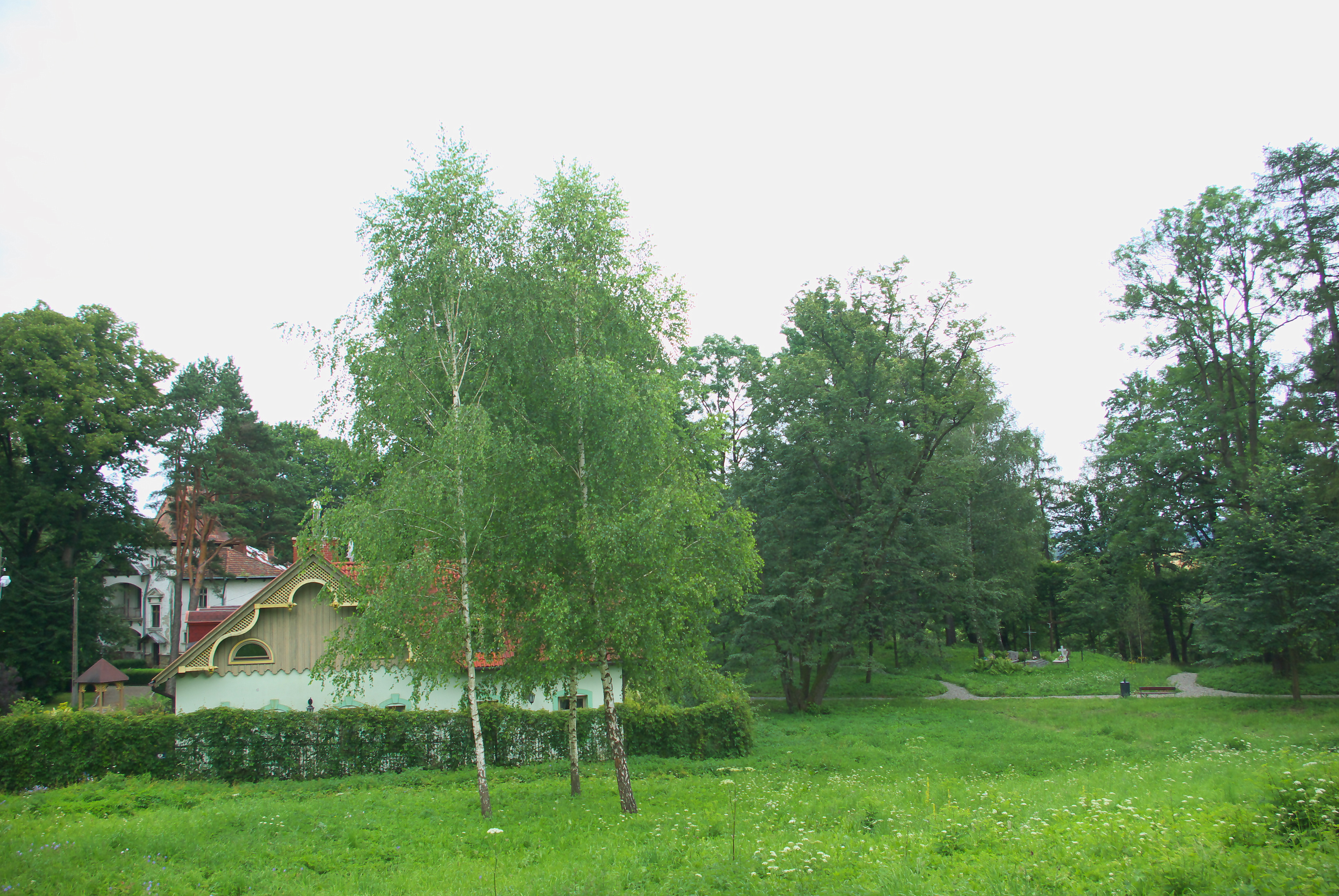
Dwór w Markowcach

## Życiorys
Kazimierz Michał Włodzimierz Jachimowski urodził się w 1860 w Szczercu. Był synem Mariana i Kamili z domu Onyszkiewicz. Wywodził się z rodu Jachimowskich herbu Budwicz. 
W kawalerii C. K. Armii został mianowany kadetem z dniem 1 września 1882, potem awansowany na stopień oficerski podporucznika z dniem 1 maja 1884. Służył w szeregach 6 Galicyjskiego pułku ułanów ze sztabem w Neuhäusel, a od około 1886 w Przemyślu (jako kadet pełnił funkcję zastępcy oficera). Od około 1885 jako oficer nadkompletowy swojej jednostki był przydzielony do służby w C. K. Obronie Krajowej. W tej sile zbrojnej figurował w korpusie oddziałów konnych ze stopniem i ze starszeństwem z C. K. Armii. Od około 1885 do 1888 służył w kadrze instrukcyjnej pułku dragonów obrony krajowej nr 3 w Wels. Następnie został awansowany na porucznika z dniem 1 stycznia 1889. Od tego czasu służył w 6 pułku huzarów w Pressburgu, od około 1891 w rezerwie tej jednostki jako były oficer zawodowy. Ponadto 20 lat później, podczas I wojny światowej był w grupie oficerów aktywowanych na czas mobilizacji i na początku lipca 1917 otrzymał tytuł i charakter rotmistrza w stosunku „poza służbą”.
28 czerwca 1890 Kazimierz Jachimowski poślubił Marię Anielę Romer (ur. 1869) i wraz z żoną objął majątek Romerów w Markowcach (uprzednio należący do jej ojca, Hieronima Romera). W miejscu poprzedniego budynku przebudował i rozbudował miejscowy dwór w latach 1890-1894. Na przełomie XIX/XX wieku Kazimierz Jachimowski posiadał majątki (początkowo wspólnie z żoną, następnie figurował jako samodzielny właściciel): Markowce (w 1905 roku 182 ha, w 1911 roku 181 ha), Dudyńce (w 1905 wraz z Marią Jachimowską), w późniejszych latach drugiej dekady XX wieku figurował samodzielnie Kazimierz Jachimowski (ponadto w 1918 Maria Jachimowska figurowała jako właścicielka Niebieszczan z Łazami. Jachimowscy prowadzili w Markowcach hodowlę koni oraz bydła rasy półkrwi simentaler.

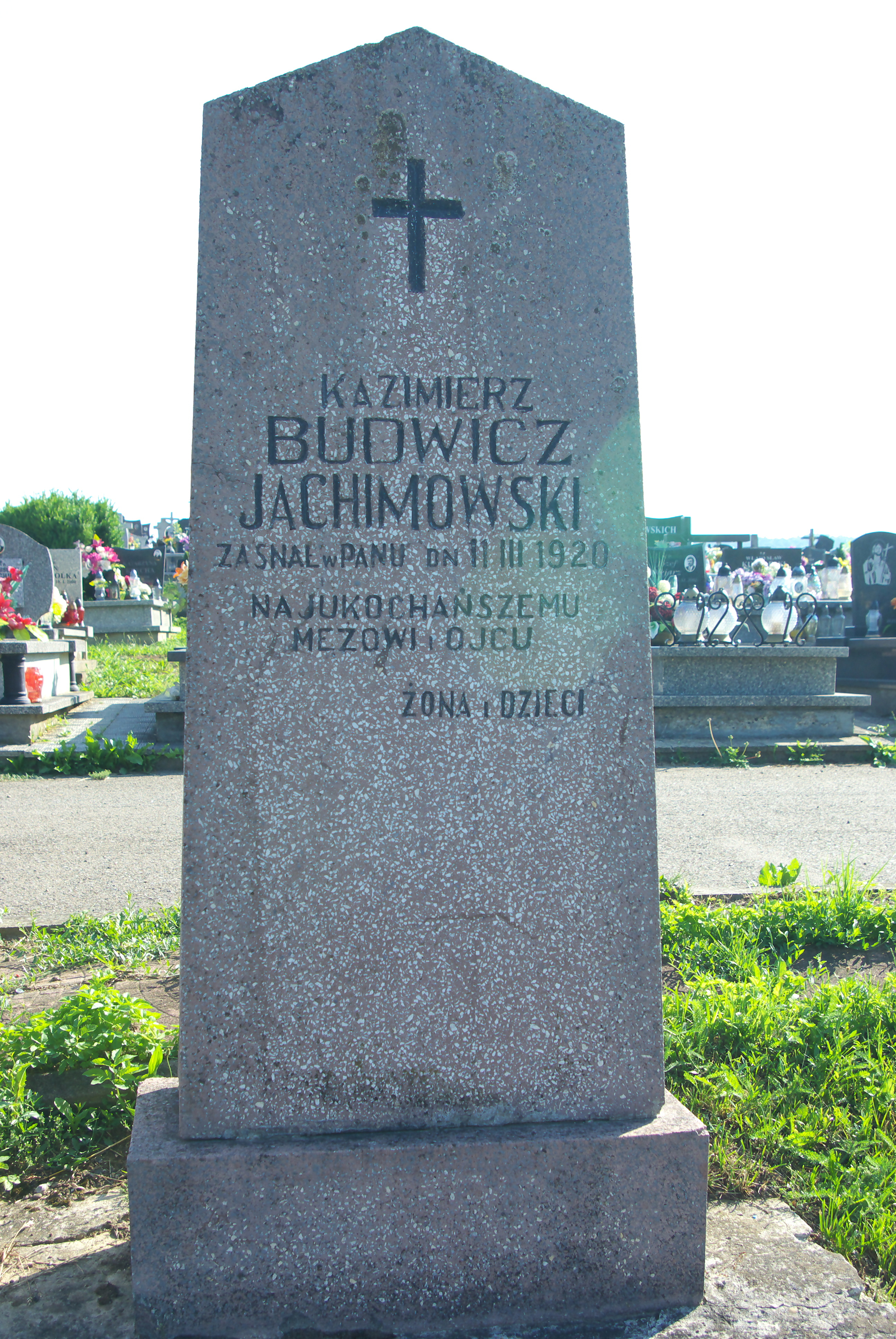
Tablica nagrobna Kazimierza Jachimowskiego

W 1892 był jednym z założycieli i członkiem Sodalicji Mariańskiej w Starej Wsi w tamtejszej bazylice Wniebowzięcia Najświętszej Maryi Panny. Wraz z żoną Marią działał w Sodalicji. Był członkiem oddziału sanocko-lisko-krośnieńskiego C. K. Towarzystwa Gospodarskiego we Lwowie, później zastępcą przewodniczącego oddziału sanockiego C. K. Galicyjskiego Towarzystwa Gospodarskiego. Od około 1901 był ocenicielem dóbr dla okręgu C. K. Sądu Powiatowego w Sanoku. W 1902 był w powiecie sanockim jednym z czterech ocenicieli przy tłumieniu zarazy płucnej u bydła rogatego. Był delegatem okręgu wyborczego obwód sanocki do zgromadzenia ogólnego Towarzystwa Wzajemnych Ubezpieczeń w Krakowie (lata ok. 1905/1914). Około 1908 został członkiem Rady c. k. powiatu sanockiego, wybrany z grupy większych posiadłości, pełnił mandat w kolejnych latach, a w kolejnych wyborach do Rady w 1912 został wybrany ponownie z grupy większych posiadłości, został zastępcą członka wydziału. Od około 1895 był detaksatorem wydziału okręgowego w Sanoku Galicyjskiego Towarzystwa Kredytowego Ziemskiego z siedzibą we Lwowie. Działał we władzach Powiatowego Towarzystwa Zaliczkowego w Sanoku, w którym w 1912 był zastępcą prezesa, w 1913 był prezesem (sekretarzem był Marian Kawski). Został przysięgłym głównym przy C. K. Sądzie Obwodowym w Sanoku na rok 1914.
Został członkiem założonej 11 stycznia 1903 w Sanoku pierwszej filii lwowskiego Towarzystwa Chowu Drobiu, Gołębi i Królików. Przed 1914 należał do oddziału Galicyjskiego Towarzystwa Łowieckiego w Sanoku.
Zmarł 11 marca 1920 i został pochowany na cmentarzu w Niebieszczanach. Obok niego spoczęła jego żona Maria, zmarła 23 grudnia 1936. Oboje mieli dzieci.